# كارل جون أستروم
كارل جون أستروم (بالسويدية: Karl Johan Åström)‏ هو مهندس سويدي، ولد في 5 أغسطس 1934.